# Bakkershuisje
Een bakkershuisje is een klein huisje bij een boerderij, bestemd voor de boer en boerin om daarin hun 'ouwe dag' door te brengen, nadat (in het algemeen) de oudste zoon als exploitant de boerderij heeft overgenomen.
Het was gebruikelijk dat ouders hun boerderij overdroegen in ruil voor een kostcontract, dat wil zeggen, dat de ouders tot hun dood in het bakkershuisje konden blijven wonen en door de familie van hun opvolger/oudste zoon werden verzorgd.
De ouders konden op hun hoge leeftijd meestal niet veel meer presteren. Vaak konden ze nog wel brood bakken. Vandaar de term 'bakkershuisje'.